# Reading Room van het British Museum

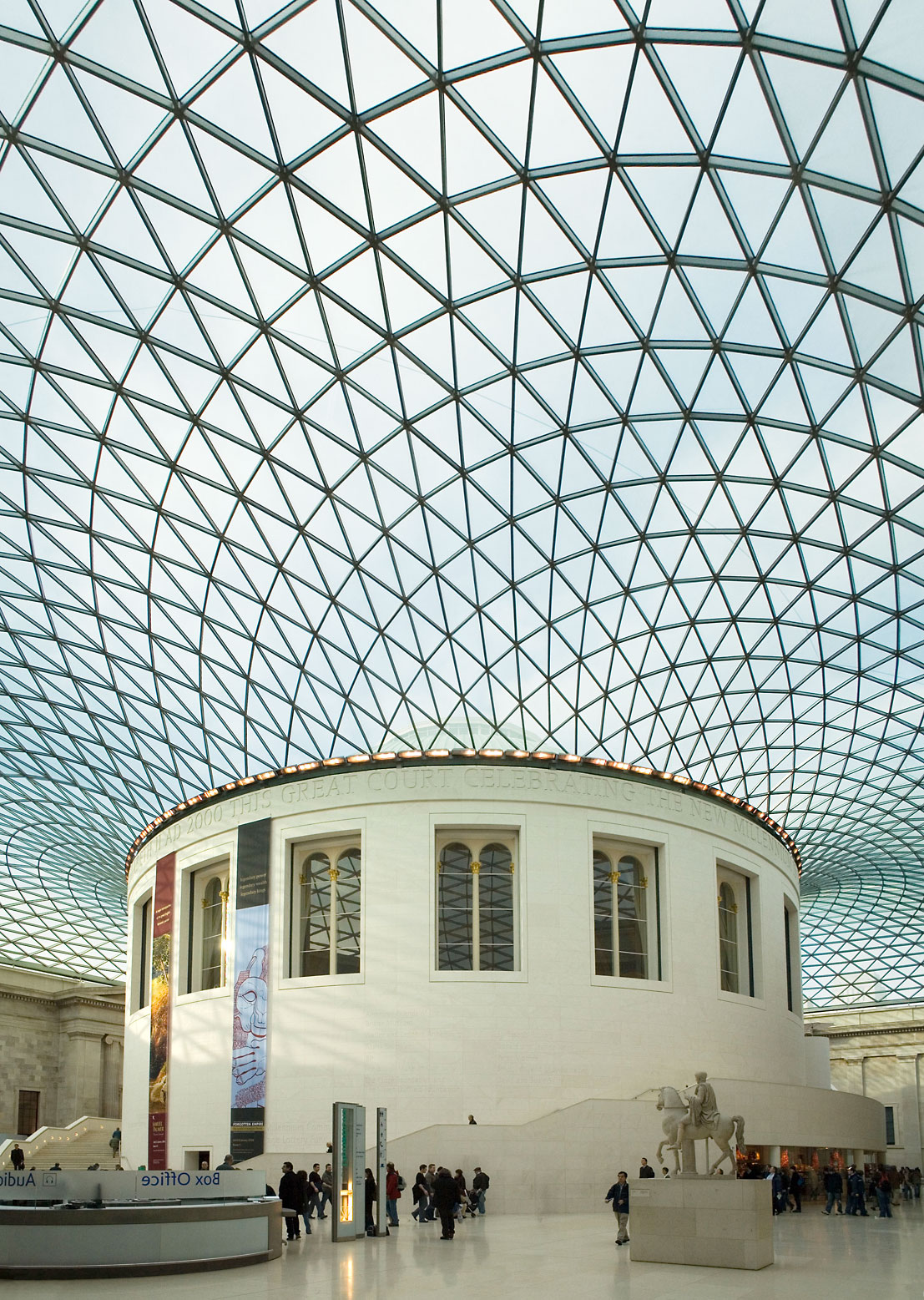
Het in het jaar 2000
aangelegde Great Court, het grote nieuwe binnenplein van het British Museum, met zijn dak van glazen panelen, omsluit de oorspronkelijke ronde Reading Room, die tot 1997 dienstdeed als de belangrijkste leeszaal van de British Library.

De Reading Room bevindt zich in het centrum van het, na een omvangrijke reconstructie in het jaar 2000 ontstane, grote binnenplein (het zogenaamde Queen Elizabeth II Great Court) van het British Museum te Londen. Tot 1997 deed de Reading Room dienst als de voornaamste leeszaal van de tot dan toe in het museum gevestigde British Library. Toen de British Library vervolgens verhuisde naar een nieuw, geheel eigen onderkomen bij St.Pancras, elders in Londen, werd besloten de monumentale Reading Room in zijn oorspronkelijke vorm te behouden.

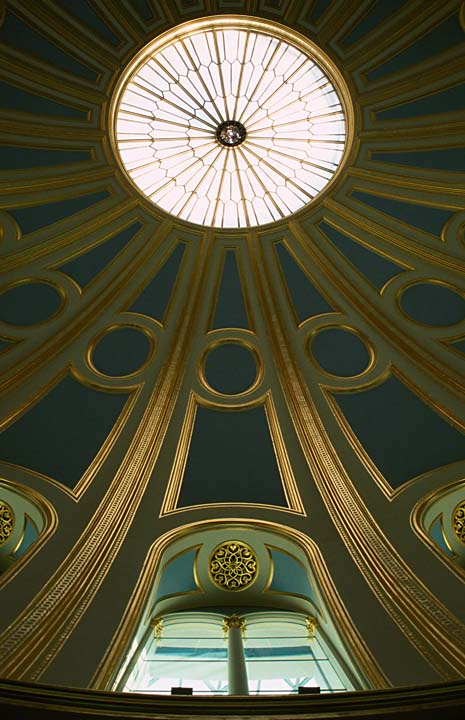
Plafond van de Reading Room

De Reading Room, ontworpen door Sydney Smirke op basis van suggesties door hoofdbibliothecaris Anthony Panizzi, die op hun beurt weer waren ontstaan naar aanleiding van een idee dat William Hosking geopperd had in het kader van een daartoe uitgeschreven wedstrijd, heeft als hoofd-leeszaal van de British Library ononderbroken dienstgedaan van 1857 tot aan zijn sluiting in 1997. De toegang was tot dan toe uitsluitend voorbehouden geweest aan onderzoekers die zich daartoe door de British Library hadden laten registreren, hoewel de bibliotheek nooit echt de toegang heeft geweigerd aan mensen die op een of andere manier aannemelijk konden maken dat ze zich met serieus onderzoek bezighielden.
Talrijke beroemdheden brachten in die 140 jaar menig studie-uurtje door in de Reading Room. Meest in het oog sprongen daarbij namen als Karl Marx, Oscar Wilde, Mahatma Gandhi, Rudyard Kipling, George Bernard Shaw, Vladimir Lenin en H.G. Wells. De leeszaal vormt bovendien het onderwerp van het gedicht The British Museum Reading Room door Louis MacNeice.
Na de verhuizing van de British Library werd de oude Reading Room, na renovatie door de gerenommeerde architect Norman Foster, in het jaar 2000 geopend voor het algemene publiek en bevat nu een boekencollectie met betrekking tot geschiedenis, kunst, reizen en andere werken die relevant zijn voor de in het Britsh Museum tentoongestelde collecties van kunstwerken en andere artefacten.
In de oude Reading Room speelt zich het belangrijkste deel van de handelingen af in de door David Lodge in 1965 gepubliceerde roman The British Museum Is Falling Down.